# Мишанин, Владимир Сергеевич
Владимир Сергеевич Мишанин (31 октября 1927, Тамбов — 26 января 2012, Саратов) — советский и российский актёр театра и кино.

## Биография
Владимир Сергеевич Мишанин родился 31 октября 1927 года в Тамбове. Отец Сергей Степанович Мишанин, мать Зинаида Мишанина, старший брат Анри Сергеевич Мишанин. С 1953 года работал в Саратовском театре драмы имени К. Маркса (позже Саратовский академический театр драмы имени И. А. Слонова), хотя театрального образования не имел. Сыграл в театре более 120 спектаклей, в которых исполнял эпизодические и преимущественно характерные роли. Работал с такими мастерами сцены, как Муратов, Карганов, Сальников, Колобаев, Вревский. Играл под руководством Менчинского, Лядова, Бондарева, Дзекуна. Кроме этого, в 1970—1980-е годы играл в кино.
Умер 26 января 2012 года после тяжёлой болезни.

## Работы в театре
- 1953 — «Пролитая чаша» А. Глоба — начальник городской стражи
- 1953 — «Двенадцатая ночь» В. Шекспир — слуга герцога
- 1953 — «Мастерица варить кашу» Н. Г. Чернышевского — Сёмка
- 1953 — «Огненный мост» Б. Ромашова — Фронтовик
- 1953 — «Маскарад» М. Ю. Лермонтова — Чиновник
- 1954 — «Годы странствий» А. Арбузова — 2-й солдат
- 1954 — «Дядя Ваня» А. П. Чехова — работник
- 1954 — «Гибель эскадры» А. Корнейчука — высокий матрос
- 1955 — «В большой семье» Д. Степанидин — Николай Орешин, тракторист
- 1955 — «Укрощение строптивой» В. Шекспира — слуга Петруччо
- 1955 — «Хрустальный ключ» Е. Бондаревой — пограничник
- 1955 — «Великий государь» В. Соловьёв — слуга
- 1956 — «Кремлёвские куранты» Н. Погодина — председатель домкома
- 1956 — «Чудак» Н. Хикмет — агент полиции
- 1956 — «Несчастный случай» М. Макклярского и Д. Холендро — военный
- 1956 — «Доктор» Б. Нушит — Сойкин муж
- 1957 — «Медвежья свадьба» А. В. Луначарский — Гарвазий
- 1957 — «Оптимистическая трагедия» Вс. Вишневского — высокий матрос
- 1957 — «Шестой этаж» А. Жери — съёмщик
- 1957 — «Одна ночь» Б. Горбатова — боец из батареи Василия
- 1957 — «Не было гроша…» А. Н. Островского — 2-й будочник
- 1957 — «Интервенция» Л. Славина — солдат и куплетист
- 1958 — «Порт-Артур» И. Попов, А. Степанов — офицер
- 1958 — «Живой труп» Л. Н. Толстой — 1-й цыган, письмоводитель
- 1958 — «Юстина» Х. Вуолийоки — Йокинен
- 1958 — «Чайки над морем» Е. Бондарева — Степан колосов, матрос,
- 1959 — «Битва в пути» Г. Николаева — Кондрат, рабочий
- 1959 — «Антоний и Клеопатра» В. Шекспир — гонец Антония,
- 1960 — «Испанский священник» Дж. Флетчер — прихожанин
- 1960 — «Дамоклов меч» Н. Хикмет — человек,
- 1961 — «Над Днепром» А. Корнейчук — Борис Трофимович Чапля
- 1961 — «Океан» А. Штейн — 1-й матрос
- 1961 — «Проводы белых ночей» В. Панова — бессловесный спутник
- 1961 — «Уриэль Акоста» К. Гуцков — слуга де Сильвы,
- 1962 — «Украденное счастье» И. Франко — Кум
- 1962 — «Беспокойное сердце» Е. Бондарева — Сидоркин
- 1962 — «Убийца» И. Шоу — Фердинанд
- 1962 — «В старой Москве» В. Панова — церковный староста,
- 1963 — «Женский монастырь» В. Дыховичный, М. Слободской — милиционер
- 1963 — «Бесприданница» А. Н. Островский — Илья
- 1963 — «Егор Булычёв» М. Горький — Пропотей, блаженный,
- 1964 — «Рассудите нас люди» А. Андреев — Илья, член бригады
- 1964 — «Безумный день или Женитьба Фигаро» Бомарше — Педрильо, егерь графа
- 1964 — «Дамы и гусары» А. Фредро — Рембо,
- 1965 — «Жаркое летов в Берлине» Д. Кьюсак
- 1964 — «Волки и овцы» А. Н. Островский — лакей
- 1964 — «Камешки на ладони» А. Салынский — Полозов
- 1964 — «День тишины» М. Шатров — проводник,
- 1966 — «Физики и лирики» Я. Волчек — оператор
- 1966 — «Мария Стюарт» Ф. Шиллер — Бергойн, врач Марии
- 1966 — «Разлом» Б. Лавренёв — матрос
- 1966 — «Свадьба на всю Европу» А. Арканов, Г. Горин — звуковик,
- 1967 — «Судебная хроника» Я. Волчек — Спиридонов, участковый
- 1967 — «Трёхгрошовая опера» Б. Брехт — Пит, констебль
- 1967 — «Звонок в пустую квартиру» Д. Угрюмов — Бондаренко
- 1967 — «Русские люди» К. Симонов — немецкий фельдфебель
- 1967 — «Золушка» Е. Шварц — капрал,
- 1968 — «Баня» В. Маяковский — проситель
- 1968 — «Стакан воды» Э. Скриб — Томпсон
- 1968 — «После казни прошу» В. Долгий,
- 1969 — «Варвары» М. Горький — Дунькин муж
- 1969 — «Соловьиная ночь» В. Ежов — часовой
- 1969 — «Красавец-мужчина» А. Н. Островский — Василий, Иван
- 1969 — «Я, бабушка Илико и Илларион» Н. Думбадзе — сельский врач
- 1969 — «За тех, кто в море» Б. Лавренёв — Апанасенко, радист,
- 1970 — «Три дня в мае» Б. Андреев, С. Розанов — 1-й анархист
- 1970 — «Мария Тюдор» В. Гюго — лорд Чендос
- 1970 — «Тогда в Тегеране» В. Егоров, В. Тур — Якоб Шульц,
- 1971 — «Мадридская сталь» Лопе де Вега — Октавьо
- 1971 — «Белоснежка и 7 гномов» Л. Устинов, О.Табаков — Среда
- 1971 — «Идиот» Ф. М. Достоевский — мрачный господин
- 1971 — «Неравный брак» Константинов, Б. Рацер — Гриша,
- 1972 — «А дальше тишина» В. Дельмар — ученик Аниты
- 1972 — «Спутники» В. Панова — раненый с бородкой
- 1972 — «Конец Хитрова рынка» А. Безуглов, Ю. Кларов — старик
- 1972 — «Человек со стороны» И. Дворецкий — Лучко Василий Дмитриевич
- 1972 — «Бременские музыканты» В. Шульжик — Осёл
- 1972 — «Солдатская вдова» Анкилов — милиционер,
- 1973 — «Маскарад» М. Ю. Лермонтов — игрок
- 1973 — «Похожий на льва» Р. Ибрагимбеков — Махмуд,
- 1974 — «Старый новый год» М. Рощин — тесть
- 1974 — «Сказка о рыбаке и рыбке» А. С. Пушкин — Старик
- 1974 — «Эпилог» А. Крым — Наливайко
- 1974 — «Прошлым летом в Чулимске» А. Вампилов — Помигалов,
- 1975 — «Сталинградцы» Ю. Чепурин — Андрей, сержант
- 1975 — «Месяц в деревне» И. С. Тургенев — странник
- 1975 — «Емелино счастье» В. Новацкий, Р. Сеф — фельдъегерь,
- 1976 — «Пелагея и Алька» Ф. Абрамов — Василий Игнатьевич
- 1976 — «Мэри Поппинс» П. Трэверс — пожилой джельтенмен, второй придворный,
- 1977 — «Самый правдивый» Г. Горин — Томас, слуга,
- 1978 — «Ивушка неплакучая» М. Алексеев — Апрель
- 1978 — «Жестокие игры» А. Арбузов — Константинов, отец Терентия,
- 1979 — «Пятый десяток» А. Белинский — столяр
- 1979 — «Горячее сердце» А. Н. Островский — з-й мещанин, Силан, гость Курослепова
- 1979 — «Мы, нижеподписавшиеся» А. Гельман — пассажир,
- 1980 — «Тридцатое августа» М. Шатров — телеграфист
- 1980 — «Член правительства» Е. Виноградская — член актива,
- 1981 — «Закон вечности» Н. Думбадзе — Иорданишвили
- 1981 — «Любовь — книга золотая» А. Н. Толстой — Фёдор,
- 1982 — «Картина» Д. Гранин — начальник милиции
- 1982 — «Макбет» В. Шекспир — привратник,
- 1983 — «Ревизор» Н. В. Гоголь — Коробкин,
- 1984 — «Жили-были мать да дочь» Ф. Абрамов — Василий Игнатьевич
- 1984 — «Зинуля» А. Гельман — Борис Павлович,
- 1985 — «Тамада» А. Галин — дядя Митя,
- 1986 — «Мастер и Маргарита» М. Булгаков (режиссёр А. И. Дзекун),
- 1987 — «14 красных избушек» А. Платонов (режиссёр А. И. Дзекун) — районный старичок
- 1987 — «Геркулес и Авгиевы конюшни» Ф. Дюрремант — 7-й парламентарий,
- 1988 — «Багровый остров» М. Булгаков (режиссёр А. И. Дзекун) — 1-й туземец,
- 1990 — «Христос и мы» А. Платонов — Вековой
- 1990 — «Молодость Людовика XIV» А. Дюма-отец,
- 1991 — «Наш городок» Т. Уайлдер — Саймон Стимсон
- 1991 — «Макбет» В. Шекспир — привратник,
- 1992 — «Сказка об Иване-дураке» М. Чехов — Бес,
- 1994 — «Крематор» Л. Фукс — отец,
- 1995 — «Брат Чичиков» Н. Садур — Абакум Фыров
- 1995 — «Свадьба с незнакомцем» Ю. Мамлеев — Головокщтин,
- 1996 — «Падение Рима» И. Друцэ — глава рода Грецинов
- 1996 — «Белоснежка» Л. Устинов, О.Табаков — Егерь,
- 1997 — «Новый американец» С. Довлатов — зэк Цурилов,
- 1998 — «Вишнёвый сад» А. П. Чехов — прохожий,
- 1999 — «Изобретательная влюблённая» Лопе де Вега — слуга капитана,
- 2006 — «Ночь ошибок» О. Голдсмит (режиссёр Римма Белякова) — Трактирщик,
- 2007 — «Безымянная звезда» Михай Себастиан (режиссёр Александр Плетнёв) — Крестьянин
- 2008 — «Лучшие дни нашей жизни» Уильям Сароян (режиссёр Александр Плетнёв) — араб
- 2011 — «Чудо Святого Антония» Морис Метерлинк (режиссёр Ансар Халилуллин) — пристав

## Фильмография
1. 1973 — Великие голодранцы — Данилыч, Касаткин-старший
2. 1976 — Двадцать дней без войны — фронтовик в поезде
3. 1977 — Объяснение в любви — дед, хозяин «малины»
4. 1989 — 14 красных избушек — районный старичок
5. 1989 — Наваждение